# Heide Reinhard
Heide Reinhard (* 1963 in Spielberg) ist eine deutsche evangelische Pfarrerin. Sie ist seit 2023 Prälatin im Kirchenkreis Nordbaden der Badischen Landeskirche.

## Leben und Wirken
Heide Reinhard studierte Theologie an der Ruprecht-Karls-Universität Heidelberg und war zunächst Pfarrvikarin in Bruchsal, bevor sie von 1995 bis 2017 als Pfarrerin im Schuldienst in Heidelberg und Karlsruhe wirkte. Von 2017 bis März 2023 war Reinhard Schuldekanin im Kirchenbezirk Emmendingen. 
Der Landeskirchenrat der Evangelischen Landeskirche in Baden wählte Heide Reinhard auf seiner Sitzung am 14. Dezember 2022 als Nachfolgerin von Traugott Schächtele zur neuen Prälatin für den Kirchenkreis Nordbaden. Die Amtsübergabe wurde am 24. März 2023 in Heidelberg vollzogen.